# Эвакуация Шпицбергена
Эвакуация Шпицбергена или Операция «Гонтлет» (англ. operation Gauntlet — операция «Перчатка») — операция Британского флота по эвакуации мирного населения с архипелага Шпицберген и уничтожению там экономических мощностей, способных представлять интерес для Германии, проводимая в период 25 августа — 3 сентября 1941 года в ходе Второй мировой войны.

## Предыстория
К началу Второй мировой войны на Шпицбергене работало около 3 тысяч шахтёров (2000 советских, в Баренцбурге, и 1000 норвежских, в Лонгйире), добывавших там уголь (порядка 700—800 тысяч тонн в год). Они продолжали там работать и после немецкого вторжения в Норвегию в 1940 году, так как в Норвегии было установлено коллаборационистское правительство, а СССР с Германией не воевал. Однако после вторжения Германии в СССР ситуация изменилась: для советских шахтёров стало нелогичным добывать уголь для его отправки в Норвегию. В связи с отсутствием у СССР значительных военно-морских сил в Северном Ледовитом океане, ответственность за этот театр военных действий в основном легла на Королевский ВМФ Великобритании. Для операций в Арктике в Скапа-Флоу на Оркнейских островах было сформировано «Соединение K», а его командующий адмирал Филип Виан посетил Мурманск, чтобы оценить перспективы взаимодействия с советской стороной.

## Ход событий
Британцы не имели представления о ситуации на Шпицбергене (в частности о том, есть ли там немецкий гарнизон), и потому в конце июля 1941 года адмирал Виан отправился туда во главе отряда крейсеров «Нигерия» и «Аврора». Обнаружилось, что немецкого гарнизона там нет, а советские и норвежские обитатели архипелага сотрудничают друг с другом. Заявивший протест по поводу прибытия английских кораблей губернатор В. Марлов был смещён, а в качестве временного военного губернатора на архипелаге был оставлен представитель норвежского правительства в изгнании норвежский лейтенант Тамбер. Соединение K, забрав на угольщик 63 (по другим данным 70) норвежцев, пожелавших присоединиться к силам Сопротивления, вернулось в Великобританию. Тамбер продолжал поддерживать обычный радиообмен с материком, и в результате немцы ничего не заподозрили. Более того, Тамбер предложил отправить из Норвегии на Шпицберген суда, чтобы забрать уголь.
По пути в Великобританию Соединение K зашло на остров Медвежий, уничтожив там 1 августа метеостанцию и забрав норвежский персонал. Прекращение поступления метеосводок встревожило немцев, и они отправили самолёт на разведку ситуации.
По возвращении в Великобританию адмирал Виан сделал доклад Комитету начальников штабов. В докладе он сообщил, что оккупация архипелага возможна, однако создание там постоянной военной базы представляется нецелесообразным из-за природных условий.
Уинстон Черчилль настоял на быстрой разработке плана действий. Разработанный британской стороной и согласованный с советским послом в Лондоне и норвежским королём Хоконом VII план состоял в том, чтобы силами Соединения K уничтожить шахты и склады на Шпицбергене, эвакуировать оттуда советских граждан в СССР, а норвежцев и все способные двигаться суда забрать в Великобританию.
С учётом того, что на островах отсутствовал немецкий гарнизон, для участия в операции было решено обойтись силами всего одного батальона из состава 2-й канадской пехотной бригады, на помощь которому были приданы сапёры — всего 645 человек. Войска были погружены на лайнер «Императрица Австралии», который в сопровождении Соединения K (крейсера «Нигерия» и «Аврора» и эсминцы «Икарус», «Энтони» и «Антилопа») 19 августа отправился на Шпицберген.
25 августа войска высадились на Шпицбергене. Как и ожидалось, местное население не оказало сопротивления. После того, как было завершено уничтожение Баренцбурга, 1955 советских шахтёров и членов их семей и их движимое имущество были эвакуированы в Архангельск на лайнере «Императрица Канады» в сопровождении крейсера «Нигерия». Высадив советских граждан, «Императрица Канады» взяла на борт около 200 членов «Сражающейся Франции», бежавших из немецких лагерей и собранных в Архангельске для отправки в Великобританию.
Тем временем остальная часть Соединения K и команды подрывников переместились из Баренцбурга в Лонгйир. Дождавшись возвращения «Императрицы Канады», они забрали с островов войска, 932 местных жителей и 15 ездовых собак. Были уничтожены две радиостанции, продолжавшие до этого нормальный радиообмен с материком, и шахты.
3 сентября конвой отправился в Великобританию, захватив с собой три угольщика, ледокол, китобойное судно, буксир и два судна добытчиков пушнины.
Получив известия о присутствии германского конвоя, Виан отправил суда в Великобританию под охраной эсминцев, а с крейсерами двинулся на перехват немцев. 7 сентября возле Хаммерфьорда крейсера потопили немецкое вооружённое учебное судно «Бремсе», эскортировавшее транспорты «Траутенфелс» и «Барселона», «Нигерия» при этом получила повреждения; немецким транспортам удалось уйти.

## Последствия
Встревоженные прекращением поступления метеосводок, немцы отправили на Шпицберген эсминец. После долгих поисков им удалось обнаружить спрятавшегося в тундре не вполне психически здорового норвежца, от которого узнали о произошедшей эвакуации. После осмотра островов немцы решили создать новую метеостанцию; возобновить добычу угля оказалось невозможным из-за основательных разрушений шахт.